# Троллейный
Троллейный — жилой массив в Ленинском районе города Новосибирска.

## Застройка

### Проектные работы
Разработкой проекта занималась группа архитекторов и инженеров из Новосибгражданпроекта: М. Л. Каргальцева, Д. Д. Зырянова, Н. Н. Денисова, Ю. И. Павлова. Проект предусматривал постройку на 73 га жилья для 37 тысяч человек. Границы жилого массива — периметральные магистрали. По ним, согласно разработанному проекту, расставлены высотные дома — высотой 9 и 12 этажей, а внутри расположены пятиэтажные дома, школы, детские сады и комбинаты.

### Массовое освоение района
В декабре 1974 года строители приступают к работам по осушению Демьянова болота. На его месте расположится будущий жилой массив, который затем назовут Троллейным. А к массовой застройке приступили в 1977 году. Первый угловой панельный дом 97-й серии высотой девять этажей сдан в 1982 году. После чего в 1980-х годах Троллейный продолжал массово застраиваться.

### Современная застройка
В дальнейшем, после распада СССР, строительство велось в гораздо меньших масштабах и другими застройщиками. В частности, были введены ряд жилых домов: по улицам Пархоменко, Новосибирская и др.

## Инфраструктура

### Улицы
Улицы микрорайона: Киевская, Новосибирская, Пархоменко, Пермская, Троллейная, Широкая, Озерная, Плахотного

### Транспорт
На Троллейный можно добраться автобусом (№ 5, 12, 43, 60) и трамваем (№ 8, 10, 15 и 18). В перспективе на Троллейном запланирована остановка скоростного трамвая, западного направления.

### Образование
На территории жилого района расположены 3 общеобразовательных учреждения (№ 45, 92 и Гимназия № 2), пять детских садов (№ 238, 422, 441, 445 и 480).

### Здравоохранение
По улице Широкая расположена городская поликлиника № 18, а по Киевской — центр планирования семьи и репродукции. Внутри микрорайона имеется сеть аптек и аптечных пунктов.

### Спорт
Внутри района, по улице Новосибирская, действует ЛДС «Звёздный». В его составе — школа хоккея и фигурного катания.

### Торговля
На Троллейном расположена сеть торговых киосков и магазинов.